# Сидлер, Давид Мордкович
Давид Мордкович Сидлер (1905—1981) — участник Великой Отечественной войны, командир расчета 45-мм орудия 74-го гвардейского стрелкового полка (27-я гвардейская стрелковая дивизия, 8-я гвардейская армия, 1-й Белорусский фронт),
Полный Кавалер ордена Славы, гвардии сержант.

## Биография
Родился в Тульчине Брацлавского уезда Подольской губернии, в семье тульчинского мещанина Мордко Шлёмовича Сидлера (1874—?) и Ханы-Эстер Шнееровны Кримлей (1872—?), заключивших брак там же 13 января 1899 года. Еврей. Окончил 7 классов. Член ВКП(б)/КПСС с 1926 года. С 1941 года жил в столице Киргизии городе Фрунзе (ныне — Бишкек), работал начальником снабжения и сбыта хлебокомбината.
В декабре 1942 года был призван в Красную Армию Фрунзенским горвоенкоматом. На фронте в Великую Отечественную войну с июля 1943 года. Воевал на Юго-Западном, 3-м Украинском и 1-м Белорусском фронтах. К лету 1944 года гвардии красноармеец Сидлер — орудийный номер 45-мм пушки 74-го гвардейского стрелкового полка 27-й гвардейской стрелковой дивизии.
2 августа 1944 года при форсировании реки Висла у населенного пункта Мнишев Нов (12 км северо-западнее города Магнушев, Польша) гвардии красноармеец Сидлер в составе расчета на плоту переправил орудие с боеприпасами на противоположный берег реки. Двигаясь в боевых порядках пехоты, расчет прямой наводкой поразил 2 пулемета с прислугой, БТР, 6 огневых точек и свыше 20 гитлеровцев.
Приказом от 18 сентября 1944 года награждён орденом Славы 3-й степени (№ 145641).
4 января 1945 года при прорыве обороны противника на левом берегу реки Висла под населенным пунктом Марьямполь (4,5 км севернее города Гловачув, Польша) расчет 45-мм орудия под командованием гвардии сержанта Сидлера разбил вражеский пулемет, мешавший продвижению пехоты, а затем сопровождал её в наступлении, поражая живую силу и огневые средства противника. Был представлен к награждению орденом Славы.
В составе полка участвовал в форсировании реки Одер и в боях на Кюстринском плацдарме. 12 марта 1945 года в боях за город Кюстрин (ныне Костшин, Польша) гвардии сержант Сидлер с расчетом уничтожил 2 пулеметные точки.
Приказом по войскам 8-й гвардейской армии от 26 марта 1945 года награждён орденом Славы 2-й степени (№ 11369).
В ходе Берлинской операции, в одном из боев заменил убитого командира взвода и управлял огнём двух орудий. 18 апреля в бою при освобождении населенного пункта Дидерсдорф (Германия) гвардии старшина Сидлер был ранен в руки, оставшись один у орудия, продолжал вести огонь по контратакующему противнику.
Осенью 1945 года был демобилизован.
Указом Президиума Верховного Совета СССР от 15 мая 1946 года за исключительное мужество, отвагу и бесстрашие, проявленные в боях с гитлеровскими захватчиками, гвардии старшина Сидлер Давид Мордкович награждён орденом Славы 1-й степени (№ 630). Стал полным кавалером ордена Славы.
Жил в городе Днепропетровск. Работал в городском обувном объединении.

## Награды
Награждён орденами Славы 3-х степеней, медалями, в том числе «За отвагу».